# 伊列斯卡斯半岛

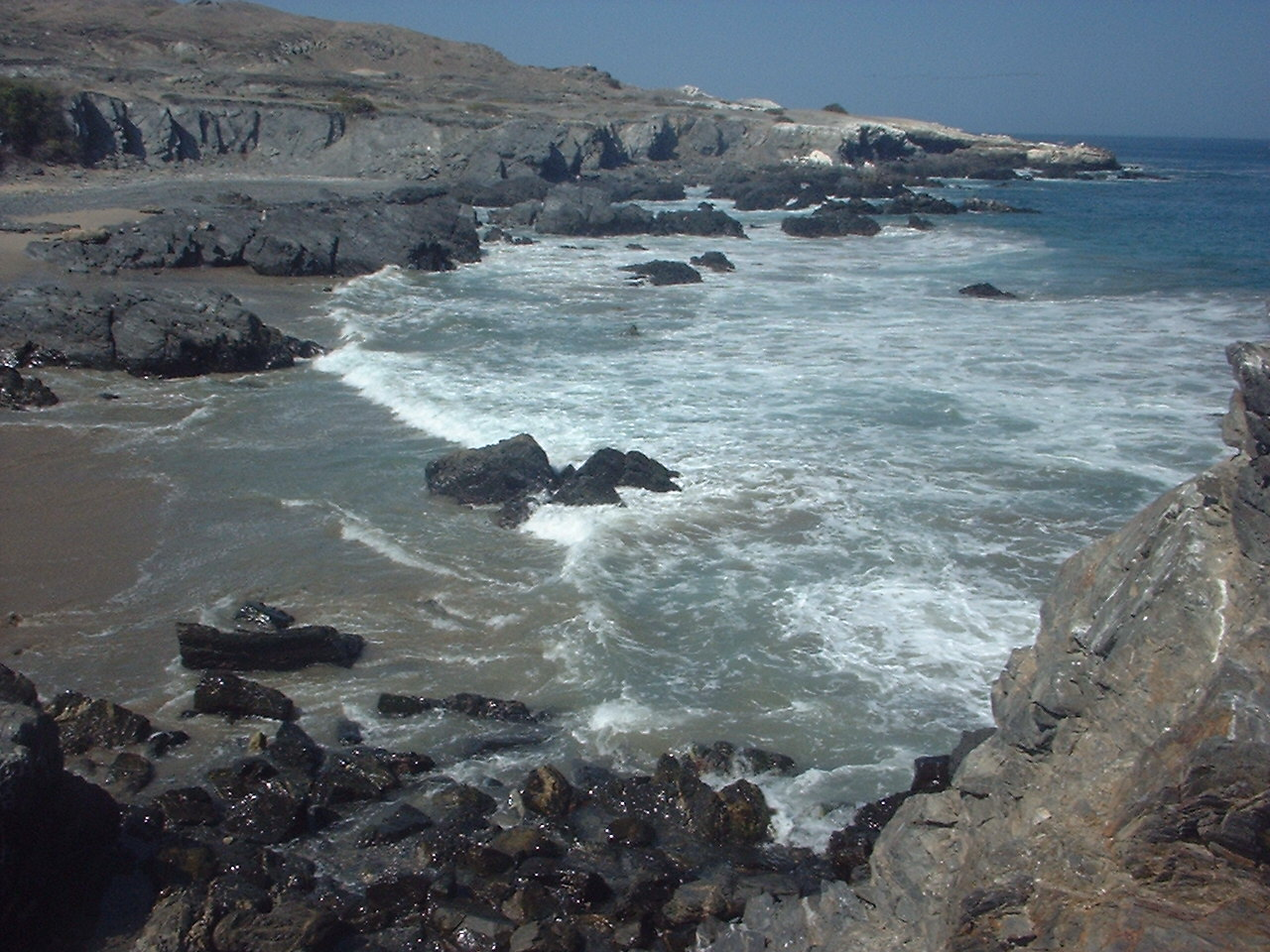
伊列斯卡斯半岛

伊列斯卡斯半岛（西班牙語：Península de Illescas）是秘鲁西北部皮乌拉省的一个半岛，位于安第斯山脉以西150多公里处，該半島几乎無人居住。伊列斯卡斯半岛的一部分地區被宣布为保留区。該半島海拔最高点為500米。半岛上的植被覆盖率稀少，只有少数灌木和乔木品种生长在该地区。